# Anse-la-Raye
Anse-la-Raye är ett kvarter i Saint Lucia. Det ligger i den centrala delen av landet. Antalet invånare är 6 394. Arean är 31 kvadratkilometer. Anse-la-Raye ligger på ön Saint Lucia. Anse-la-Raye gränsar till Castries. I Anse-la-Raye ligger berget Mount Gimie.
Följande samhällen finns i Anse-la-Raye:
- Canaries
- Anse La Raye